# Ganggrab von Kragnæs

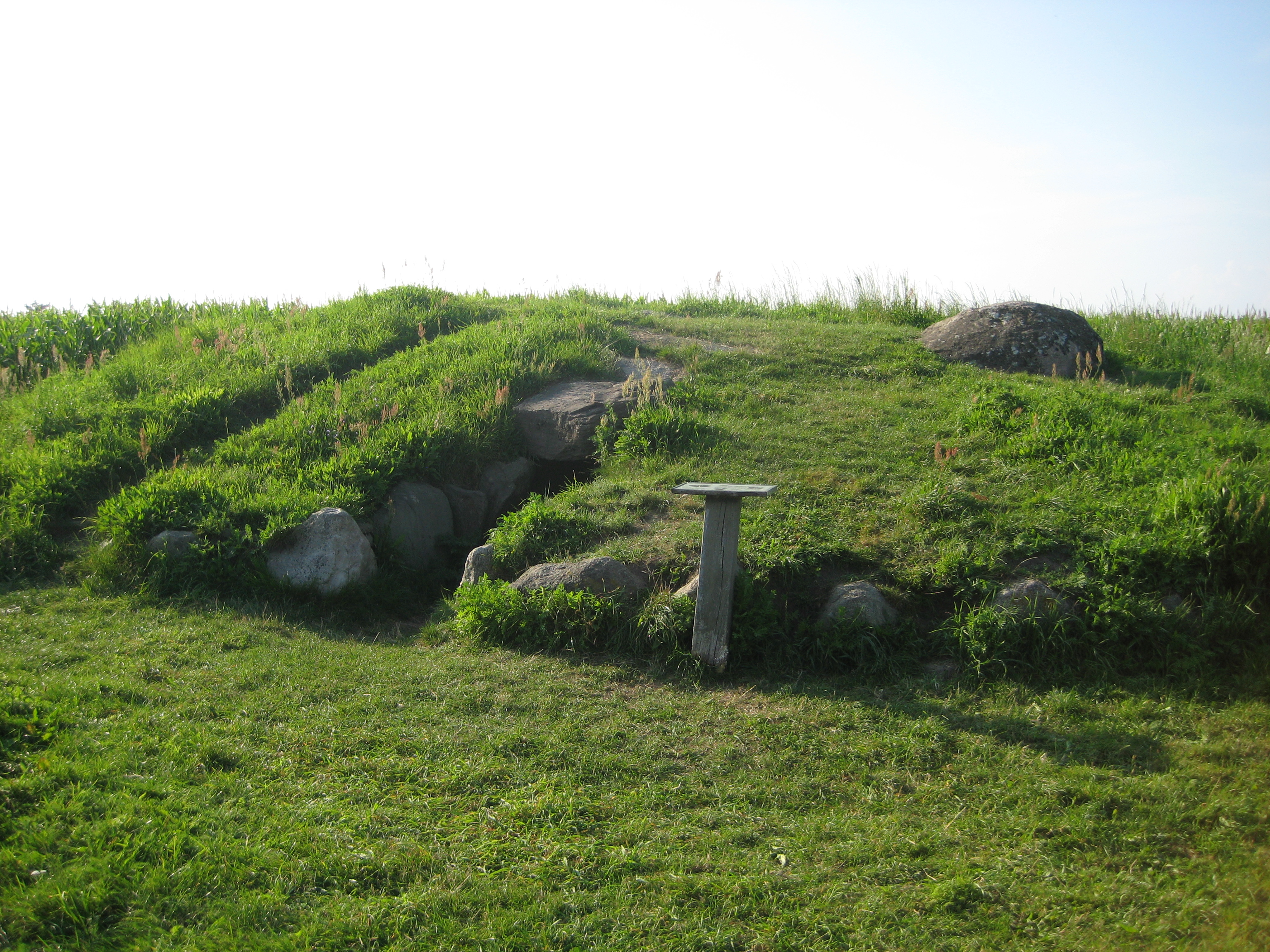
Ganggrab von Kragnæs

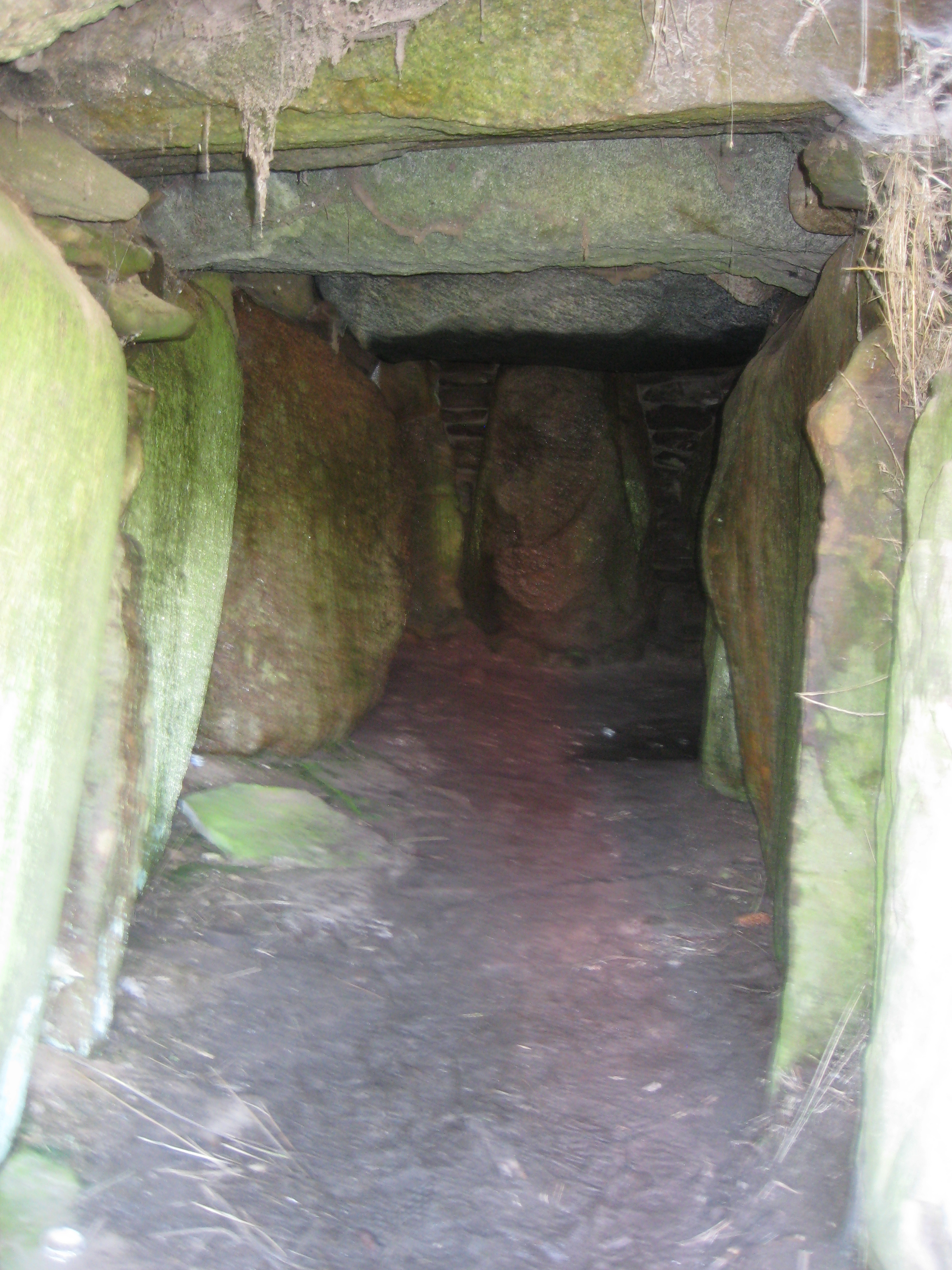
Zugang

Das Ganggrab von Kragnæs liegt bei Kragnæs auf der dänischen Insel Ærø. In der Umgebung liegen Siedlungen der Trichterbecherkultur (TBK) aus der Jungsteinzeit (ab etwa 4000 Jahre v. Chr.) Es entstand im Neolithikum zwischen 3500 und 2800 v. Chr. Das Ganggrab ist eine Bauform jungsteinzeitlicher Megalithanlagen, die aus einer Kammer und einem baulich abgesetzten, lateralen Gang besteht. Diese Form ist primär in Dänemark, Deutschland und Skandinavien, sowie vereinzelt in Frankreich und den Niederlanden zu finden. Neolithische Monumente sind Ausdruck der Kultur und Ideologie neolithischer Gesellschaften. Ihre Entstehung und Funktion gelten als Kennzeichen der sozialen Entwicklung.

## Beschreibung
Das zugängliche Ganggrab aus der Jungsteinzeit stammt etwa von 3200 v. Chr. Sein auf der Südwesthälfte noch mit vielen Randsteinen gefasster Hügel hat 17 m Durchmesser und ist 2,5 m hoch. Der Hügel der Megalithanlage wurde in zwei Stufen erbaut. Zunächst bestand er aus einer Rampe. Später wurde der Rest des Hügels gebaut.
Die große Kammer besteht aus 15 Tragsteinen und fünf Decksteinen, mit einem Gewicht bis zu 10 Tonnen. Die Zwischenräume zwischen den Monolithen waren sorgfältig mit Zwischenmauerwerk gefüllt. Die Steine des über sechs Meter langen Zuganges zu dieser Megalithanlage sind auf der Westseite besonders gut erhalten. Auf drei Steinen, sowohl innerhalb als auch außerhalb der Kammer, befinden sich Schälchen.
Das Großsteingrab von Kragnæs wurde ausgegraben und 1974/75 vom Langeland-Museum restauriert. Die Ausgrabung schuf nicht nur die Grundlage für die Rekonstruktion des Monuments, sondern hat auch zu einer wissenschaftlich bedeutenden Entdeckung geführt. Die Artefakte fanden sich nicht nur im Gang und in der Kammer, sondern auch vor dem Zugang. Hier fanden die Archäologen Scherben von mehr als 130 Keramiken, von denen die meisten vermutlich von den zahlreichen religiösen Zeremonien vor der Kammer stammen, die zu Ehren der Toten, deren Reste in der Kammer lagen, vollzogen wurden. Die Funde haben gezeigt, dass die Anlage zwischen 3200 und 2800 v. Chr. von den Trägern der Trichterbecherkultur verwendet und von den Trägern der Schnurkeramik (2800–2400 v. Chr.) nachgenutzt wurde.
Ærø war während der Jungsteinzeit (4200–1800 v. Chr.) dicht besiedelt. Im Bereich von Kragnæs gab es 16 Dolmen und Ganggräber. Die Anlagen lagen nahe bei den Siedlungen und das Ganggrab von Kragnæs muss eine Sonderstellung eingenommen haben. Vor der Anlage lag eine Steinpackung, die mit den Resten von Opfergaben gefüllt war. In der Nähe liegt der freistehende nach Süden offene Dolmen Brynkehøj (Klaus Ebbesen Nr. 2986), der bereits 1884 unter Schutz gestellt wurde. Er besteht aus fünf Tragsteinen und einem Deckstein auf dem Schälchen zu sehen sind.